# Első BRIC csúcstalálkozó
Az első BRIC csúcstalálkozót Jekatyerinburgban (Oroszország) tartották meg 2009. június 16-án. A négy BRIC ország vezetői vettek részt a gazdasági konferencián.

## Áttekintés
A BRIC mozaikszó (Brazil, Russia, India, China) Goldman Sachs amerikai cég használta elsőnek, előrejelezve Brazília, Oroszország, India és Kína gazdasági hatalmát, ezek az országok a világ első öt gazdaságában benne lesznek 2050-re. Ma, a négy ország a világ GDP-jének 15%-át teszik ki. 
A politikai párbeszéd a BRIC országai között New Yorkban kezdődött meg 2006 szeptemberében, a BRIC politikusai között. Négy szintű csúcstalálkozók következtek, beleértve a jekatyerinburgi találkozót, melyet 2008. május 16-án tartották meg.

## A csúcstalálkozó vezetői
A kormányok vezetői képviselték az országukat a csúcstalálkozón.

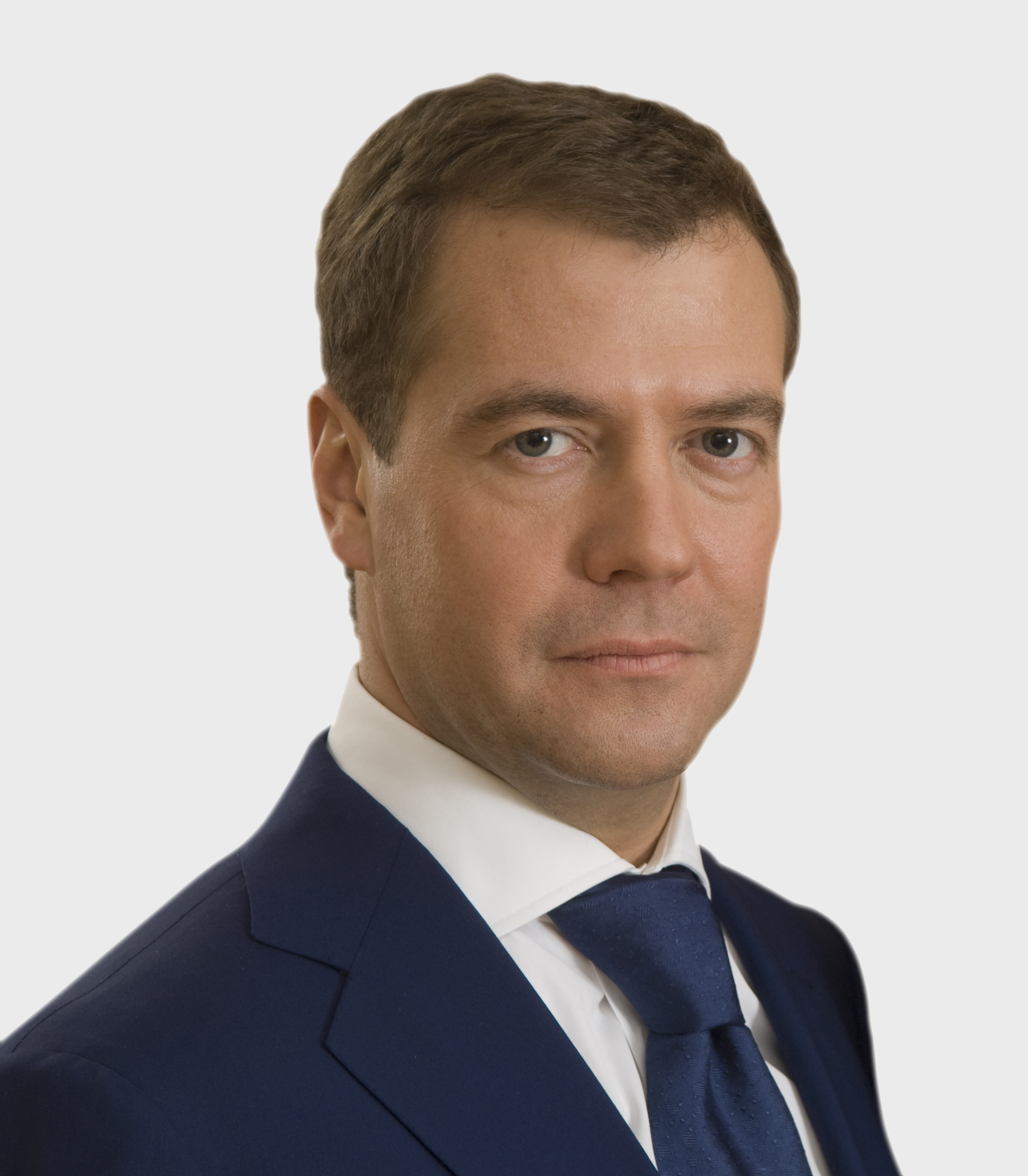
Oroszország Dmitrij Antoljevics Medvegyev, Elnök
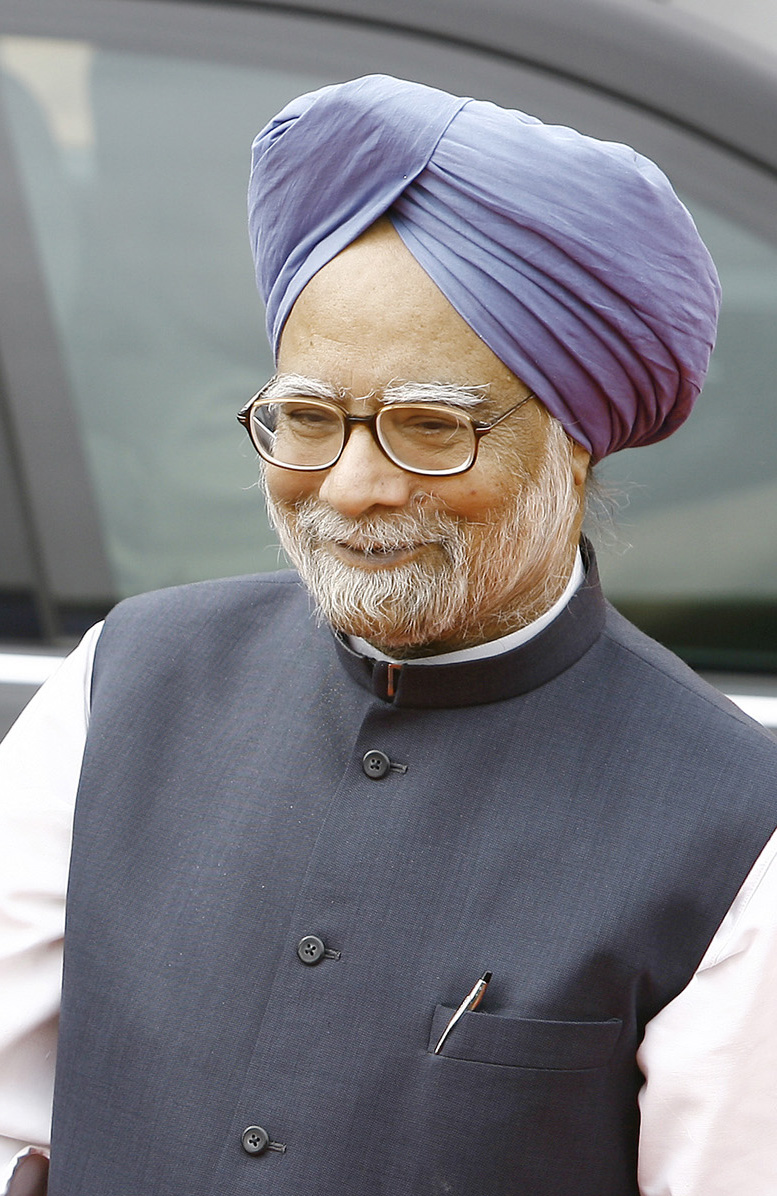
India Manmohan Singh, Miniszterelnök
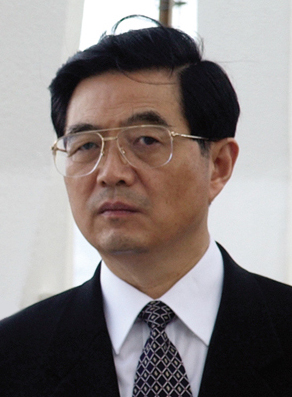
Kína Hu Jintao, Elnök

## Világgazdaság

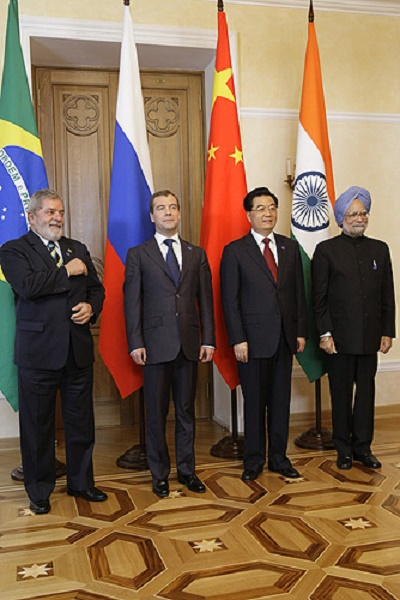
Vezetők az első BRIC csúcstalálkozón. Balról kezdve: Brazília elnöke Luiz Inácio Lula da Silva; Oroszország elnöke Dmitry Medvedev; Kína elnöke Hu Jintao, India miniszterelnöke Manmohan Singh

A BRIC vezetők a gazdasági megújulás miatt találkoztak, hogy a világban nagyobb hangjuk legyen, a nemzetközi pénzügyi intézményekben nagyobb szerephez jussanak. Megvitatták a nemzetközi közösség hogyan legyen minden részletre kiterjedő. (DDA)
A legfontosabb vitapontok között vitatták meg az Egyesült Nemzetek reformját. A fontosságát hajtogatták, hogy India és Brazília csatlakozzon a nemzetközi ügyekhez és támogassák törekvéseiket, hogy szerephez jussanak az Egyesült Nemzetekben.
A 2007-es világ élelmiszer válságát illetően, a vezetők kibocsátották csatlakozó nyilatkozatukat az élelmiszerbiztonsághoz, megerősítették elkötelezettségüket, hogy hozzájárulnak a világméretű élelmiszerválság legyőzéséhez.

## Vitapontok
A vezetők megvitatták a jelenlegi gazdasági válságot, a globális gyarapodásának kérdéskörét és a BRIC tömb további erősödésének lehetőségeit.